# Sardis (Tennessee)
Sardis is een plaats (town) in de Amerikaanse staat Tennessee, en valt bestuurlijk gezien onder Henderson County.

## Demografie
Bij de volkstelling in 2000 werd het aantal inwoners vastgesteld op 445.
In 2006 is het aantal inwoners door het United States Census Bureau geschat op 459, een stijging van 14 (3,1%).

## Geografie
Volgens het United States Census Bureau beslaat de plaats een oppervlakte van
6,1 km², geheel bestaande uit land. Sardis ligt op ongeveer 148 m boven zeeniveau.

## Plaatsen in de nabije omgeving
De onderstaande figuur toont nabijgelegen plaatsen in een straal van 24 km rond Sardis.